# Större bandfly
Större bandfly, Noctua pronuba, är en fjärilsart som beskrevs av Carl von Linné 1758. Större bandfly ingår i släktet Noctua och familjen nattflyn, Noctuidae. Arten  har livskraftiga, LC, populationer i både Sverige och Finland, och är där också den vanligaste arten av bandflyna. Samtliga bandflyn karakteriseras av orangegula bakvingar med ett mörkare band nära vingarnas ytterkant.
Arten har ett vingspann på 48-60 millimeter. Den är spridd i hela Europa utom allra längst i norr. Utbredningen sträcker sig dessutom till nordligaste Afrika öster ut en bit i Asien och väster ut i Nordamerika. Inga underarter finns listade i Catalogue of Life.

## Bildgalleri

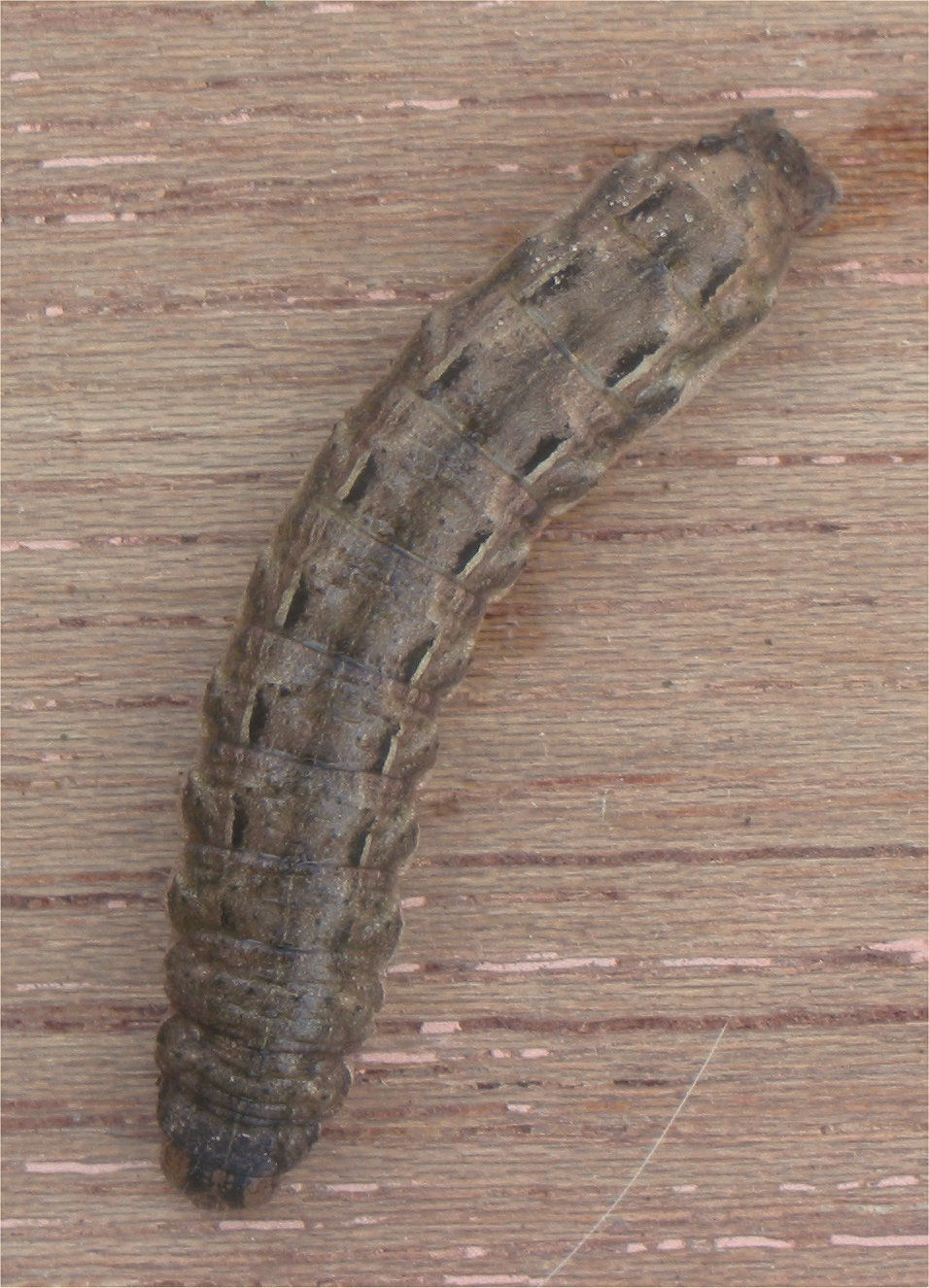
Brun variant av fjärilens larv
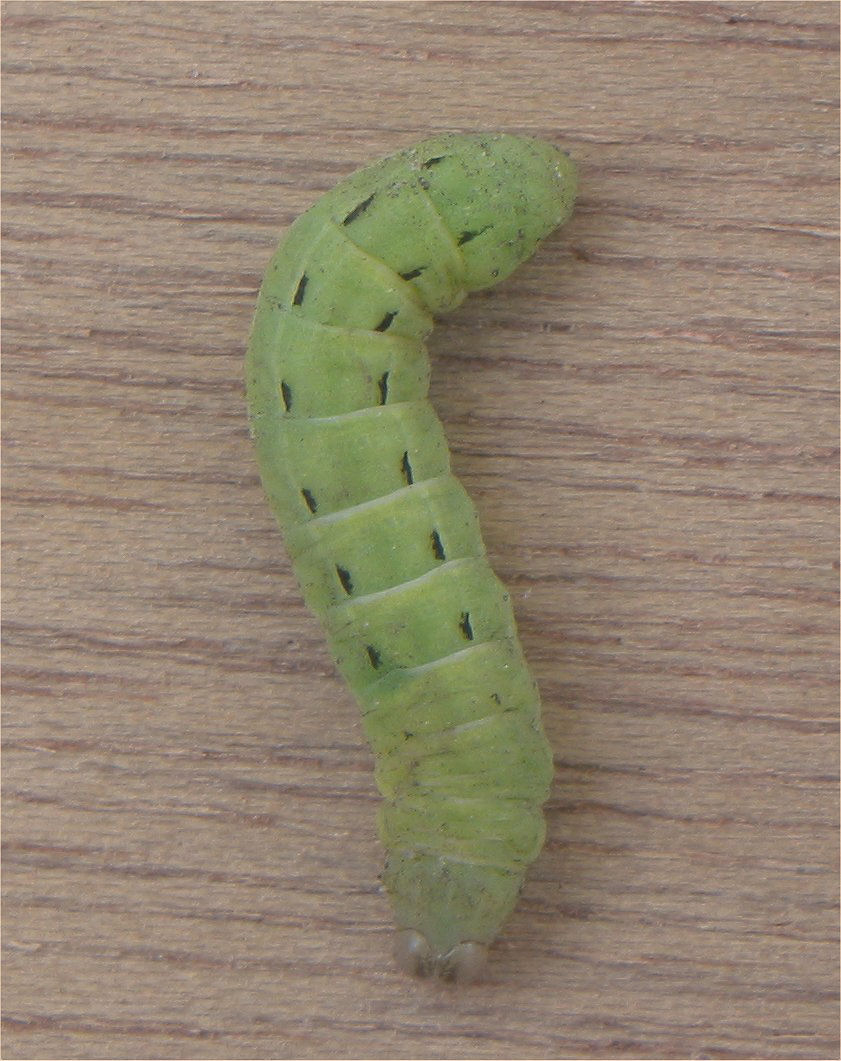
Grön variant av fjärilens larv
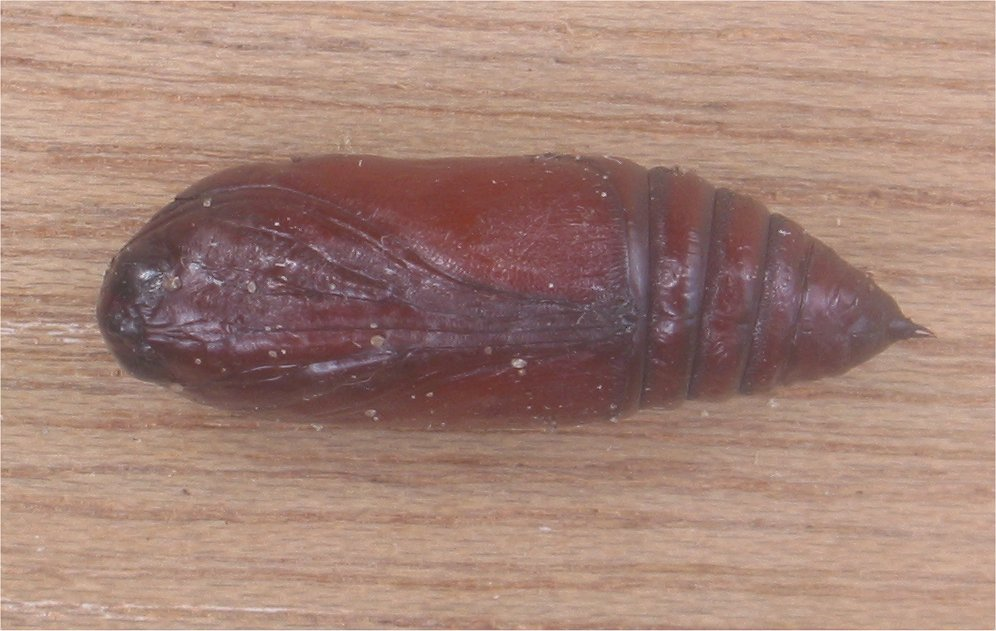
Fjärilens puppa
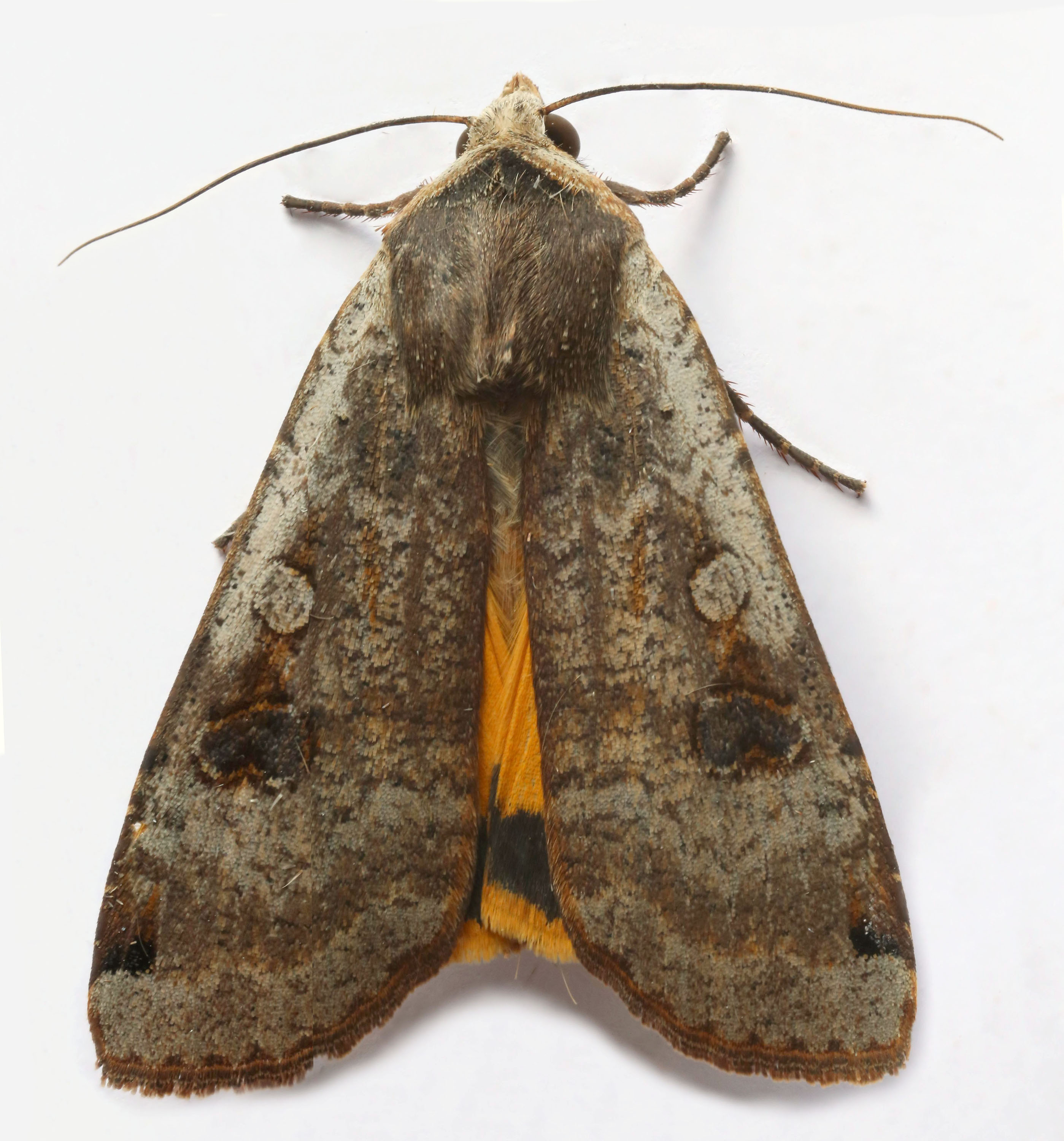
Imago fjäril
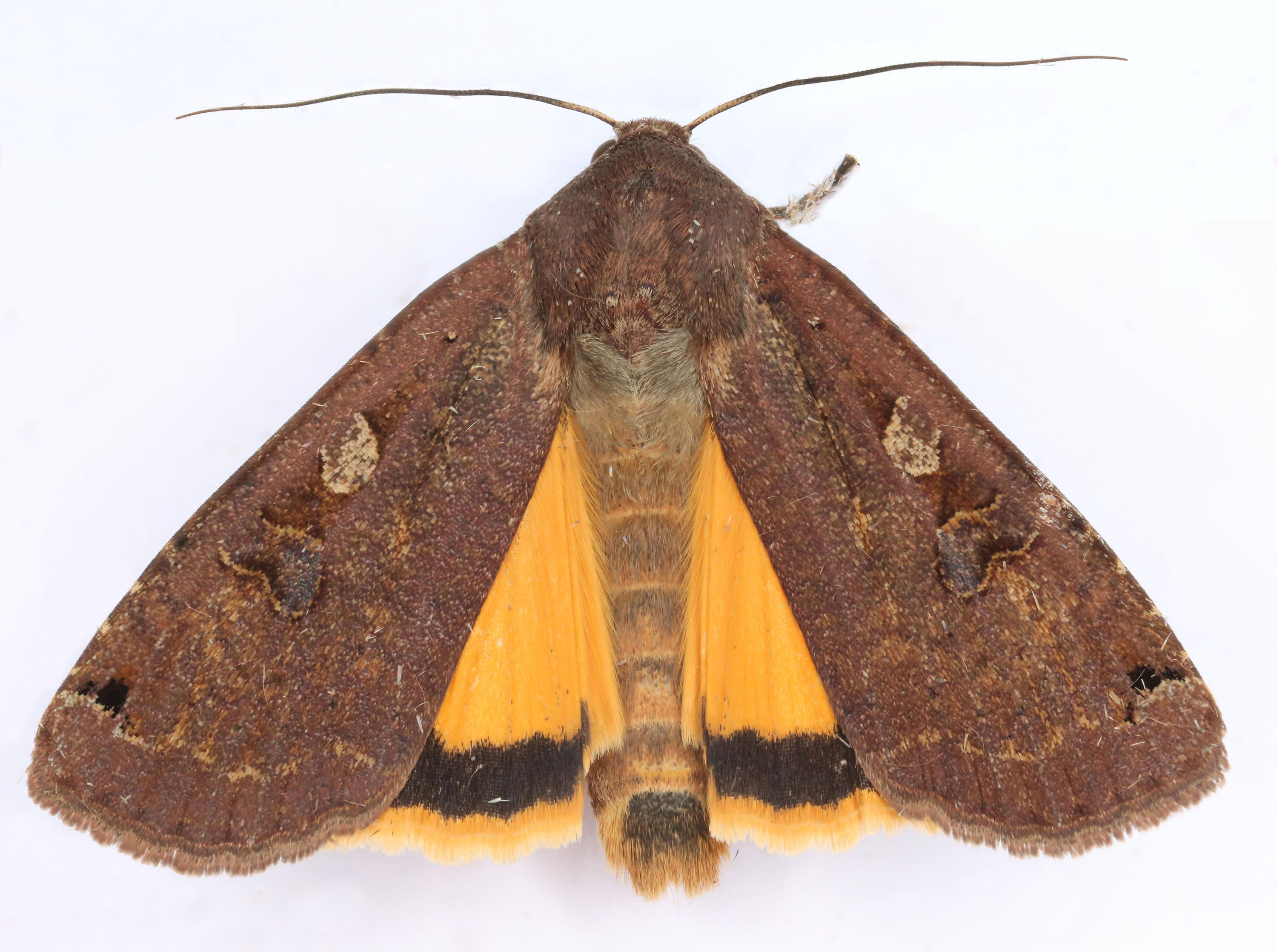
Imago fjäril
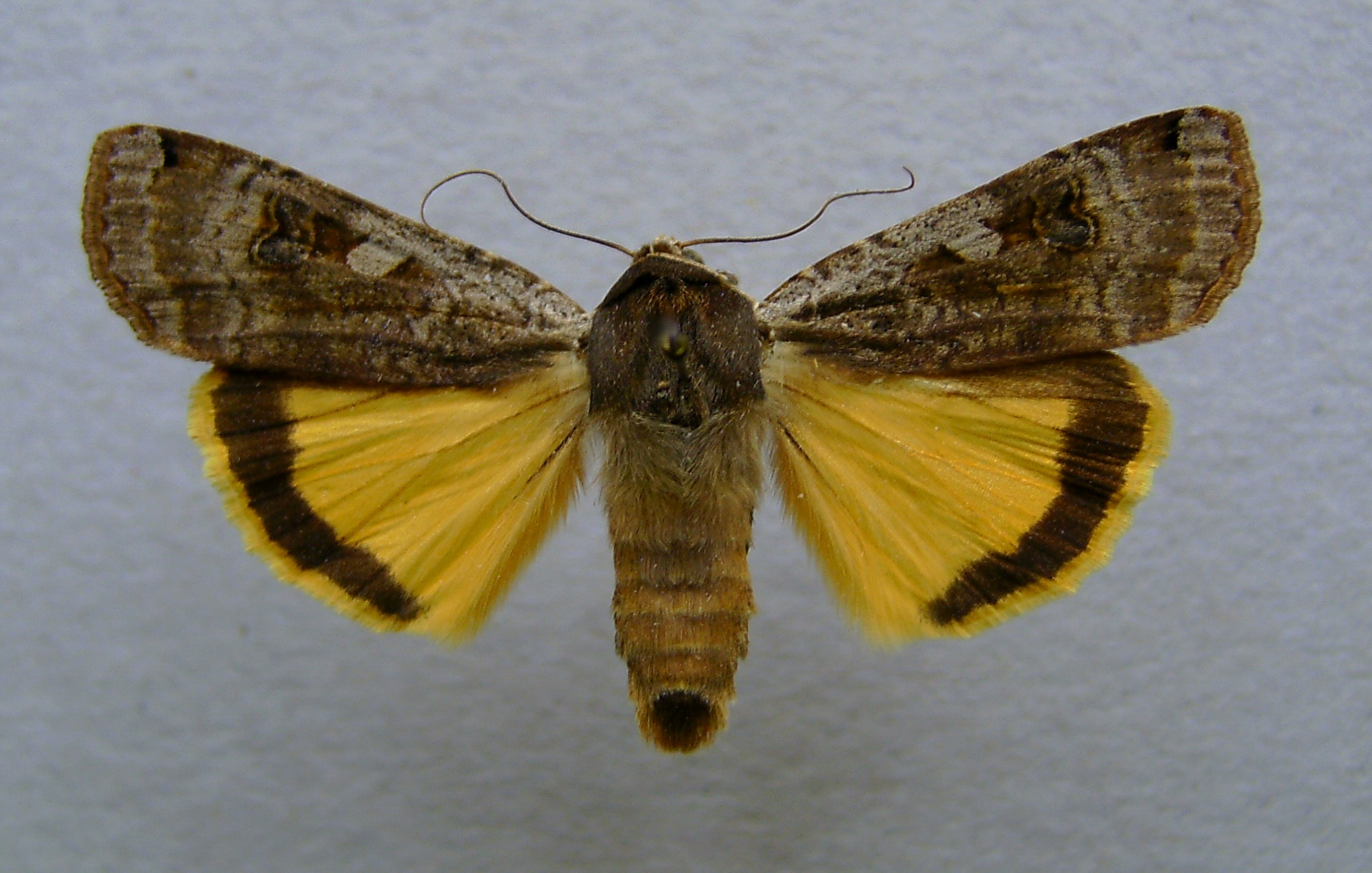
Preparerad (uppnålad) imago fjäril